# 3 Ursae Minoris
3 Ursae Minoris är en vit stjärna i huvudserien i stjärnbilden Lilla björnen. Stjärnan har visuell magnitud +7,70 och är sålunda inte synlig för blotta ögat.